# Adoretus amoenus
Adoretus amoenus är en skalbaggsart som beskrevs av Frey 1970. Adoretus amoenus ingår i släktet Adoretus och familjen Rutelidae. Inga underarter finns listade i Catalogue of Life.